# Christian Patria
Pour les articles homonymes, voir Patria (homonymie).
Christian Henri Gaston Patria, né le 9 janvier 1945 à Fontaine-Chaalis (Oise) et mort le 10 février 2014 à Senlis (Oise), est un homme politique français, membre de l'UMP.

## Biographie
Fils de Pierre Patria (1904-1983), exploitant agricole, député (1951-1956) puis sénateur (1959-1965) de l'Oise, Christian Patria suit sa scolarité au collège Saint-Vincent de Senlis.  Ingénieur agricole diplômé à l'Institut supérieur agricole de Beauvais, il reprend en 1968 la ferme de Fourcheret à Fontaine-Chaalis (Oise) exploité par les Patria depuis au moins 1833.
Marié, il est père de six enfants, dont Alexis, l'aîné, est maire de Fontaine-Chaalis (Oise) depuis mars 2001.
Il prend la suite de son père, comme maire de Fontaine-Chaâlis en 1970.
Il s'engage dans le syndicalisme agricole, comme président de la chambre d'agriculture de l'Oise de 1993 à 2005, secrétaire adjoint de l'Assemblée permanente des chambres d'agriculture (Apca) de 1995 à 2007, président du Centre national des expositions et concours agricoles (Ceneca) de 1997 à 2008, qui gère le Salon international de l'agriculture de Paris. Il siège au Conseil économique et social de 1995 à 2004.
Il est élu en 1998 conseiller général de l'Oise.
En 2001, il quitte sa commune pour se faire élire au conseil municipal de Senlis, dont il devient le premier adjoint au maire UMP, Arthur Dehaine.
Le 16 juin 2002, il est élu comme suppléant du député de la quatrième circonscription de l'Oise, Éric Woerth. Il siège à l'Assemblée nationale à partir du 1er mai 2004, lorsque celui-ci est nommé au gouvernement. Il est alors membre du groupe UMP. Il démissionne le 15 juillet 2005, à la suite du départ d'Éric Woerth du gouvernement ; ce dernier est réélu député le 18 septembre 2005.
Il est réélu au conseil général de l'Oise en 2004.
Pour les élections législatives de 2007, il est à nouveau désigné suppléant d'Éric Woerth dans la quatrième circonscription de l'Oise. Celui-ci est réélu dès le premier tour, le 10 juin 2007, en obtenant 57,40 % des voix et est nommé dans le gouvernement François Fillon (2) le 19 juin. Christian Patria redevient ainsi député le 20 juillet 2007 à sa place. Il est à nouveau membre du groupe UMP.
En 2008, il est pressenti par l'UMP de l'Oise, dont Éric Woerth est le tout nouveau dirigeant départemental, pour être la tête de liste sur Senlis, Arthur Dehaine ne souhaitant pas se représenter. Mais il est battu par Jean-Christophe Canter, un UMP dissident.
En 2009, il joue les intermédiaires entre Eric Woerth et la Société des courses de Compiègne (SCC), dont Patria est membre, qui exploite l'hippodrome du Putois et souhaite acquérir, auprès de l'État, les 57 hectares dont elle est locataire. Ce que normalement elle n'aurait pu faire et qui va constituer la fameuse affaire de l'hippodrome de Compiègne.
Le 14 décembre 2010, il cède sa place à l'Assemblée nationale à Éric Woerth, qui n'occupe plus de poste ministériel depuis la formation du gouvernement Fillon III un mois plus tôt.
Il meurt le 10 février 2014 à Senlis.

## Détail des mandats
Député
- 01/05/2004 - 15/07/2005 : député de la quatrième circonscription de l'Oise
- 20/07/2007 - 14/12/2010 : député de la quatrième circonscription de l'Oise

Conseiller général
- 23/03/1998 - 26/03/2011 : membre du conseil général de l'Oise

Conseiller municipal
- 1970 - 2001 : maire de Fontaine-Chaâlis
- du 18/03/2001 - 2004 : adjoint au maire de Senlis (Oise)

Il est battu à l'élection municipale de 2008 au deuxième tour par Jean-Christophe Canter (DVD), sa liste obtenant sept élus. Lors de l'élection 2011, la liste qu'il mène arrive en troisième position, il se désiste du second tour.